# 後鰭稚脂鯉
後鰭稚脂鯉，為輻鰭魚綱脂鯉目脂鯉亞目上口脂鯉科的其中一個種，分布於南美洲巴拉那河流域，棲息在植被生長茂密的水域，生活習性不明。